# بوتين خويلو
بُوتِينْ خُويْلُو! — الأغنية الشعبية الأوكرانية عن الرئيس الروسي فلاديمير بوتين. معناها: «بوتين — القضيب».

## معرض الصور

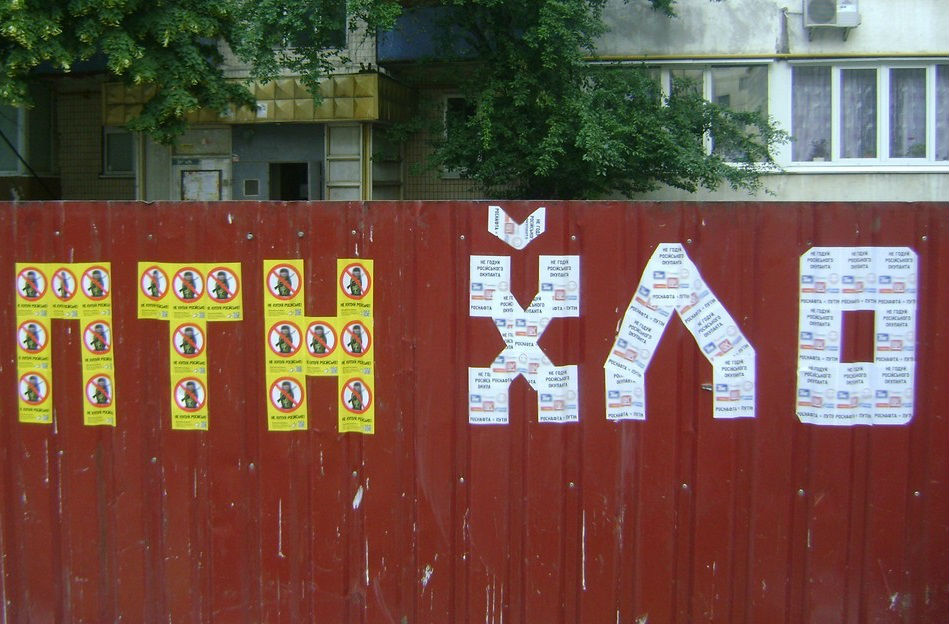
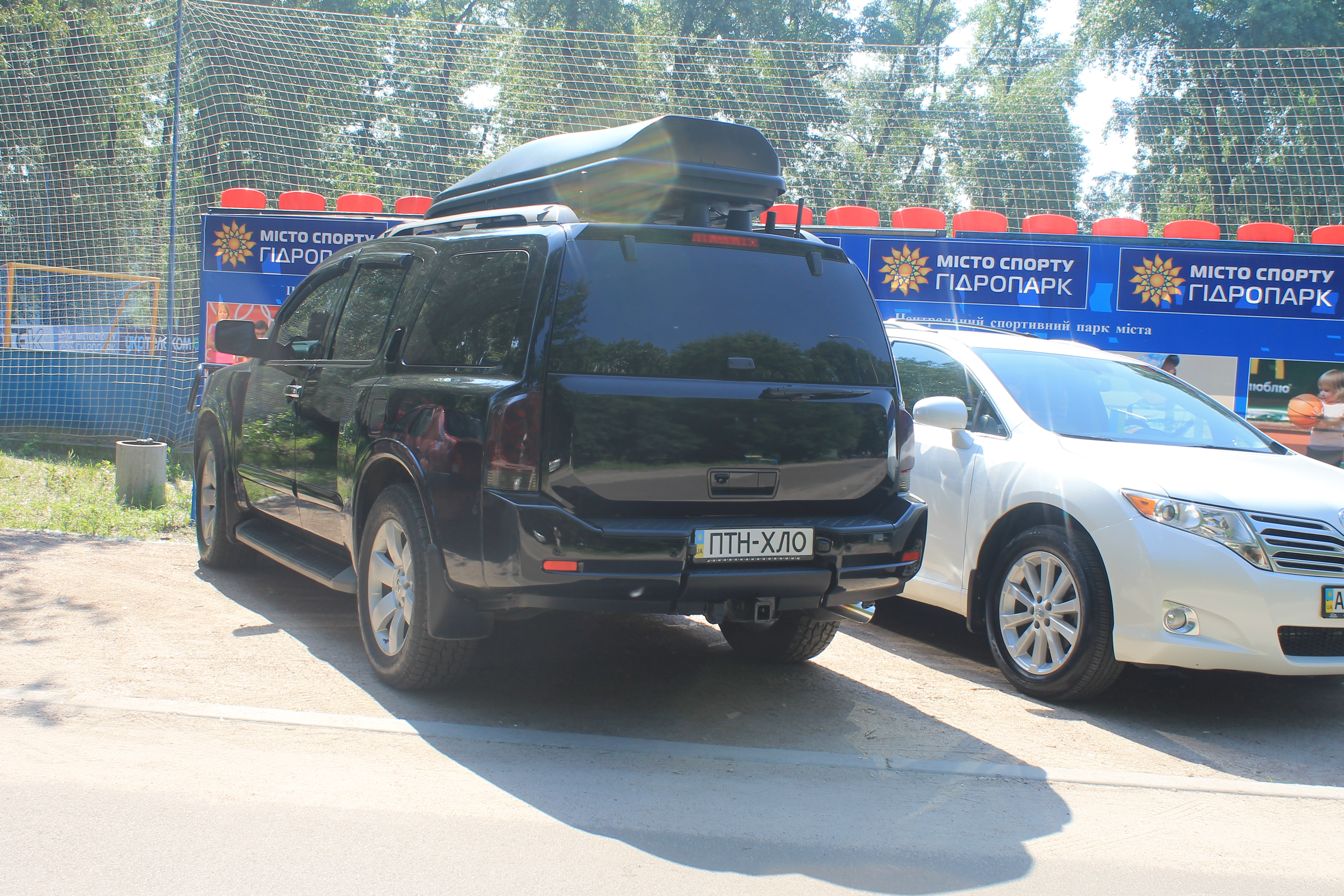
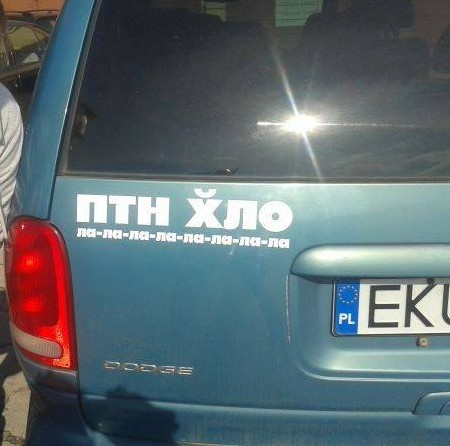
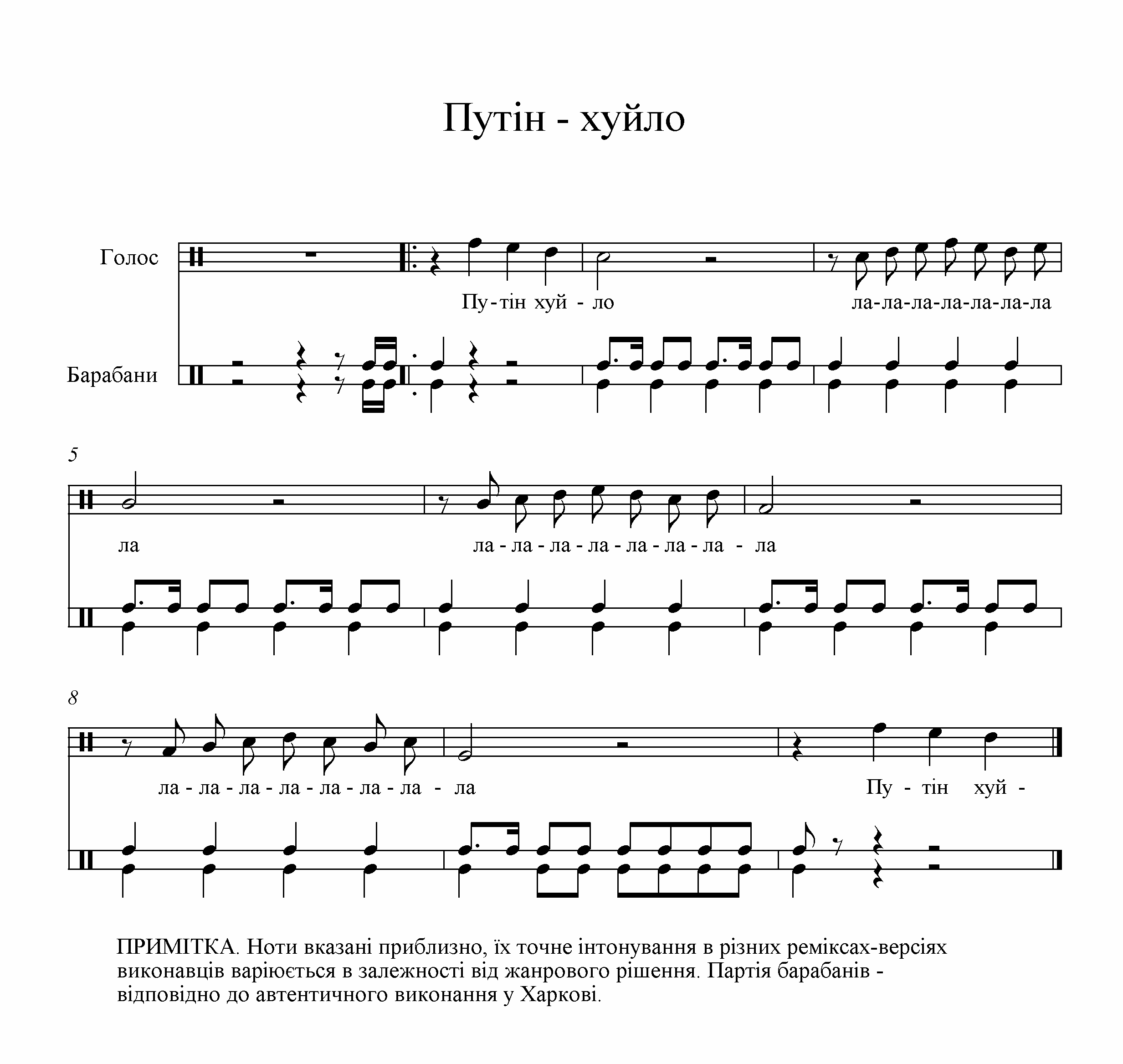
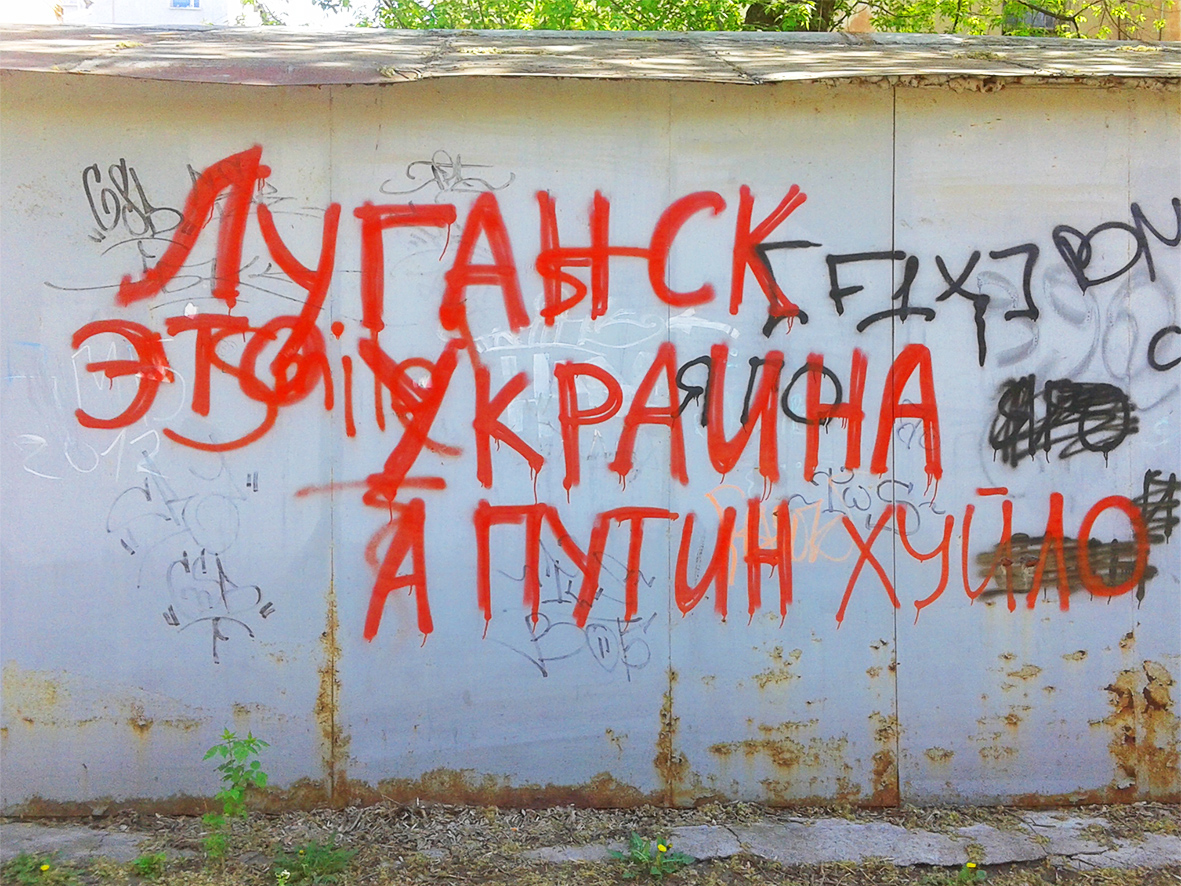